# Mónica Gilbert
Mónica Gilbert Orús, (Guayaquil, 1987) es una doctora  ecuatoriana, conocida por ser la primera médica en realizar un trasplante de corazón en Ecuador.

## Biografía
Mónica Gilbert es descendiente de una familia de médicos, es bisnieta de Abel Gilbert Pontón. Estudio medicina en la Universidad Católica de Santiago de Guayaquil y se especializó como cirujana cardiovascular en el Hospital Universitario Favaloro de Buenos Aires, en noviembre de 2021, Gilbert lideró el primer trasplante de corazón en un adulto que se realizó en la Clínica Guayaquil, junto a las doctoras Paola Morejón y Luciana Boloña.

## Reconocimiento
En julio del 2022 el Municipio de Guayaquil le entregó la presea al Mérito Científico y en octubre recibió un reconocimiento similar por parte de la Asamblea Nacional.